# Raufarhöfn
Raufarhöfn est une localité islandaise de la municipalité de Norðurþing située au nord de l'île, dans la région de Norðurland eystra. En 2011, le village comptait 194 habitants.

## Géographie
Il s'agit du village le plus septentrional d'Islande dans le Melrakkaslétta (plaine du renard arctique), et est relié à Kópasker par la route #870 non-asphaltée (55 km), laquelle passe par le point le plus septentrional accessible en véhicule, soit la pointe de Rifstangi située à 2.5 km du cercle polaire arctique.